# 仙女越橘
仙女越橘（学名：Andromeda polifolia L.），是杜鹃花科仙女越橘属（学名：Andromeda L.）植物，也是该属唯一一种，分布于北半球北部。

## 分类学
仙女越橘属最早由卡尔·林奈命名，他于1732年在拉普兰对其进行了考察，以希腊神话中的安德洛墨達为其命名。